# Keiller Greig
John Keiller Greig, född 12 juni 1881 i Dundee, Skottland, död 1971 i Ballater, Skottland, var en brittisk konståkare. Han kom fyra vid olympiska spelen 1908 i London i singel herrar.